# Spaniens damlandslag i fotboll
Spaniens damlandslag i fotboll representerar Spanien i fotboll på damsidan. Landslaget spelade sin första match den 5 februari 1983 hemma mot Portugal. De har deltagit i EM-slutspelet fem gånger och kvalade in till VM första gången 2015. De spelade OS första gången 2024.

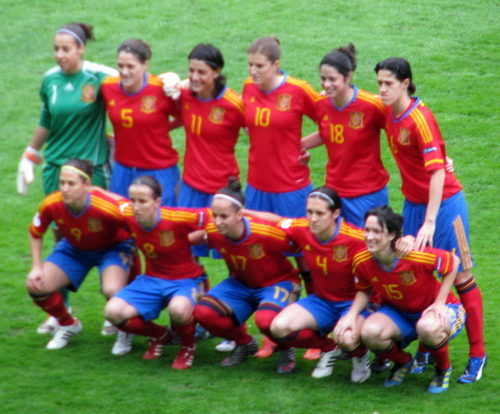
Spanska landslaget 2012.

## Världsmästerskapet
Spanien ställde upp till kvalet till det första världsmästerskapet i fotboll för damer 1991. Då avgjordes kvalet genom placeringarna i EM 1991 och dit kvalificerade sig inte Spanien efter att kommit sist i sin kvalgrupp efter Danmark, Italien och Schweiz. Inte heller i kvalet till 1995 som även det avgjordes genom placeringarna i EM 1995 lyckades Spanien kvalificera sig till efter att ha slutat precis efter England i sin kvalgrupp, men före Belgien och Slovenien.
Inför 1999 infördes ett rent kvalspel till VM i Europa och Spanien hamnade i samma grupp som Sverige, Ukraina och Island. Där slutade de på en sistaplats. Inför 2003 hamnade de i samma kvalgrupp som Ryssland, Island och Italien och även denna gång slutade de på en sistaplats i gruppen. Inför 2007 slutade Spanien på tredjeplats i en grupp som bestod av Danmark, Finland, Polen och Belgien. 
Spanien spelade sitt första världsmästerskap 2015, där de förlorade två matcher och spelade oavgjort mot Costa Rica. Efter uttåget ur mästerskapet gjorde spelartruppen ett gemensamt uttalande där de krävde huvudtränaren Ignacia Queredas avgång. Quereda ersattes av Jorge Vilda, som tidigare tränat det spanska U19-landslaget. I VM 2019 tog laget sig vidare från gruppspelet, men blev utslagna av USA i åttondelsfinalen. Spanien vann VM 2023.

## Europamästerskap
Första gången Spanien ställde upp i kvalet till europamästerskapet var inför EM 1987. Då mötte de Italien, Ungern och Schweiz och slutade på en tredjeplats och kvalade därmed inte in. Inför EM 1989 spelade de i samma grupp som Frankrike, Tjeckoslovakien, Belgien och Bulgarien och slutade då på en fjärde och näst sista plats. Inte heller inför EM 1991 lyckas de kvala in efter att ha slutat sist i sin kvalgrupp efter Danmark, Italien och Schweiz. Inför EM 1993 slutade de tvåa i sin kvalgrupp efter Sverige, men före Irland, men kvalade inte in. Inför EM 1995 var de nära efter att ha slutat tvåa i sin grupp efter England.
Inför EM 1997 slutade Spanien trea i sin kvalgrupp efter Sverige och Danmark, men före Rumänien och gick då vidare till playoff där de fick möta England i två matcher. Första matchen vann Spanien på hemmaplan med 2–1 och när den andra matchen slutade 1–1 stod det klart att Spanien kvalificerat sig till EM 1997. Under turneringen spelade Spanien i samma grupp som den ena värdnationen Sverige och även Frankrike och Ryssland spelade i samma grupp. Spanien slutade på samma poäng som Frankrike, men bättre målskillnad avgjorde det till Spaniens fördel och de slutade därmed på andraplats i gruppen och gick till semifinal. I semifinalen fick Spanien möta Italien och förlorade med 2–1.
Inför EM 2001 hamnade Spanien i samma grupp som Frankrike, Sverige och Nederländerna och slutade på tredjeplats i gruppspelet och gick till playoff där de fick möta Danmark som vann med totalt 10–3 över två matcher. Inför EM 2005 slutade Spanien på en tredjeplats i sin grupp efter Danmark och Norge och före Nederländerna och Belgien, men de gick inte vidare till playoff. Inför EM 2009 slutade de på en andraplats efter England och före Tjeckien, Vitryssland och Nordirland och gick vidare till playoff där de fick möta Nederländerna. Nederländerna vann med 2–0 i båda matcherna och Spanien kvalificerade sig därmed inte till EM.
Spanien kvalificerade sig till EM 2017 i Nederländerna där de gick till kvartsfinal men förlorade där mot debutanterna Österrike efter förlängning och straffsparkar.
Vid 2025 års Europamästerskap i Schweiz gick Spanien till final, där man mötte England. Matchen slutade 1–1 efter ordinarie speltid och förlängning. Straffsparksläggningen fick avgöra, och Spanien fick stryk med 1–3.

## Laguppställning
Följande spelare ingår i spelartruppen i VM 2023 som spelas i Australien och Nya Zeeland.
- Matcher och mål är uppdaterade per den 19 juli 2023.

| Nr | Pos. | Namn                 | Födelsedatum (ålder)      | Matcher | Mål |         | Klubb             |
| -- | ---- | -------------------- | ------------------------- | ------- | --- | ------- | ----------------- |
| 1  | MV   | Misa Rodríguez       | 22 juli 1999 (23 år)      | 12      | 0   | Spanien | Real Madrid       |
| 2  | F    | Ona Batlle           | 10 juni 1999 (24 år)      | 28      | 0   | England | Manchester United |
| 3  | MF   | Teresa Abelleira     | 9 januari 2000 (23 år)    | 14      | 1   | Spanien | Real Madrid       |
| 4  | F    | Irene Paredes        | 4 juli 1991 (32 år)       | 90      | 11  | Spanien | Barcelona         |
| 5  | F    | Ivana Andrés         | 13 juli 1994 (29 år)      | 46      | 0   | Spanien | Real Madrid       |
| 6  | MF   | Aitana Bonmatí       | 18 januari 1998 (25 år)   | 46      | 16  | Spanien | Barcelona         |
| 7  | MF   | Irene Guerrero       | 12 december 1996 (26 år)  | 22      | 4   | Spanien | Atlético Madrid   |
| 8  | A    | Mariona Caldentey    | 19 mars 1996 (27 år)      | 54      | 19  | Spanien | Barcelona         |
| 9  | A    | Esther González      | 8 december 1992 (30 år)   | 35      | 23  | Spanien | Real Madrid       |
| 10 | MF   | Jennifer Hermoso     | 9 maj 1990 (33 år)        | 97      | 48  | Mexiko  | Pachuca           |
| 11 | MF   | Alexia Putellas      | 4 februari 1994 (29 år)   | 100     | 27  | Spanien | Barcelona         |
| 12 | F    | Oihane Hernández     | 4 maj 2000 (23 år)        | 7       | 0   | Spanien | Athletic Bilbao   |
| 13 | MV   | Enith Salón          | 24 september 2001 (21 år) | 2       | 0   | Spanien | Valencia          |
| 14 | F    | Laia Codina          | 22 januari 2000 (23 år)   | 3       | 1   | Spanien | Barcelona         |
| 15 | A    | Eva Navarro          | 27 januari 2001 (22 år)   | 8       | 2   | Spanien | Atlético Madrid   |
| 16 | MF   | María Pérez          | 24 december 2001 (21 år)  | 2       | 0   | Spanien | Barcelona         |
| 17 | A    | Alba Redondo         | 27 augusti 1996 (26 år)   | 26      | 11  | Spanien | Levante           |
| 18 | A    | Salma Paralluelo     | 13 november 2003 (19 år)  | 6       | 5   | Spanien | Barcelona         |
| 19 | F    | Olga Carmona         | 12 juni 2000 (23 år)      | 22      | 1   | Spanien | Real Madrid       |
| 20 | F    | Rocío Gálvez         | 15 april 1997 (26 år)     | 8       | 0   | Spanien | Real Madrid       |
| 21 | MF   | Claudia Zornoza      | 20 oktober 1990 (32 år)   | 10      | 0   | Spanien | Real Madrid       |
| 22 | A    | Athenea del Castillo | 24 oktober 2000 (22 år)   | 25      | 6   | Spanien | Real Madrid       |
| 23 | MV   | Cata Coll            | 23 april 2001 (22 år)     | 0       | 0   | Spanien | Barcelona         |